# Луг (Требиње)
Луг је насељено мјесто у граду Требиње, Република Српска, БиХ. Према попису становништва из 1991. у насељу је живјело 27 становника.
Овде се налази Црква Успећа Богородичиног у Лугу.

## Становништво
| Демографија | Демографија | Демографија |
| Година      | Становника  | Становника  |
| ----------- | ----------- | ----------- |
| 1991.       | 27          |             |

## Знамените личности
- Нићифор Дучић, српски историчар, добровољачки командант и архимандрит СПЦ
- Јевстатије Дучић, архимандрит, игуман Српске православне цркве